# La Tragédie du vengeur
La Tragédie du vengeur (The Revenger's Tragedy) est une tragédie de vengeance anglaise du théâtre élisabéthain, jouée en 1606 par les King's Men, et qui a été publiée sans nom d'auteur en 1607 par l'imprimeur George Eld. Cette pièce a été inscrite dans les catalogues d'Archer (1656) et de Kirkman (1661) sous le nom de Cyril Tourneur, et elle est restée attribuée à ce dramaturge pendant des siècles. Bien que cet auteur ait écrit en 1611 une œuvre similaire, La Tragédie de l'athée (The Atheist's Tragedy), cette attribution a donné lieu à de nombreuses polémiques, notamment par T. S. Eliot dans les années 1930 et Marco Mincoff. Des études sémantiques et stylistiques récentes (1987) menées par ordinateur ont montré que Thomas Middleton est fort probablement le véritable auteur de cette pièce.  

## Personnages
- Vindice, le vengeur, qui, lorsqu'il est déguisé, se fait appeler Piato
- Hippolito, son frère
- Gratiana, leur mère
- Castiza, leur sœur
- Le duc régnant
- Lussurioso, le prince héritier, fils légitime du duc, issu d'un premier lit
- Spurio, le fils bâtard du duc
- La duchesse
- Ambitioso, fils aîné de la duchesse, issu d'un premier lit
- Supervacuo, fils cadet de la duchesse, issu d'un premier lit
- Junior, fils benjamin de la duchesse, issu d'un premier lit
- Antonio, un vieux seigneur

## Argument
Le vieux duc d'un hypothétique duché italien a empoisonné l'amante de Vindice parce qu'elle lui résistait. Bien que ce meurtre ait eu lieu il y a plusieurs années, Vindice a juré de se venger aux dépens de toute la famille du duc. Se déguisant sous le nom de Piato, il se met au service du prince héritier et profite de son incognito pour tuer sans témoin le duc, qu'il revêt de son déguisement. Plus tard, Il revient à la cour sous sa véritable apparence et lors d'un bal masqué, tue à son tour le prince héritier devenu entre temps duc à la mort de son père. Briguant à tour de rôle le titre de duc, les successeurs potentiels s'entretuent jusqu'au dernier. Le vieux seigneur Antonio est nommé alors duc faute d'héritier direct et Vindice lui avoue que c'est lui qui est à l'origine de cette tuerie. 
Antonio, horrifié, le fait exécuter immédiatement.

## Résumé

### Acte I
Scène 1, à l'extérieur de la maison de Vindice
Vindice, tenant près de lui le squelette de son amante empoisonnée par le vieux duc, regarde passer la famille de celui-ci, composée de Lussurioso, le prince héritier, de Spurio, le fils bâtard, de la duchesse avec qui le duc s'est remarié, et des fils de celle-ci, issus d'un premier lit, Ambitioso, Supervacuo et Junior.
Le frère de Vindice, Hippolito, fait partie de la cour ducale, et il est dans les bonnes grâces du prince,  qui lui a demandé de lui trouver un homme de main sans scrupule. Comme le prince ne connaît pas Vindice, celui-ci se propose pour ce rôle qui peut favoriser sa vengeance, et Hippolito lui garantit qu'il obtiendra ce poste.
Leur mère, Gratiana, et leur sœur, Castiza, arrivent à ce moment. Hippolito leur apprend que le plus jeune fils de la duchesse, Junior, a violé la très austère femme du seigneur Antonio. Vindice leur dit qu'il va partir en voyage, ce qui expliquera son apparente absence. Il sort en murmurant qu'il va se grimer. 
Scène 2, au tribunal
Junior, le violeur, est amené devant ses juges. Sa mère, la duchesse, et ses frères, le duc et ses fils l'accompagnent. Tandis que l'ensemble de la famille demande aux juges de la clémence, Spurio, le bâtard, souhaite silencieusement qu'il soit pendu, ainsi d'ailleurs que toute la famille, qui lui barre l'accès au pouvoir. Les juges décident d'appliquer la loi dans toute sa rigueur, c'est-à-dire la peine capitale.
Le duc intervient alors, ordonnant d'ajourner la sentence, tout en demandant que Junior soit maintenu en détention. Spurio, toujours silencieusement, enrage de ce délai, tandis que la duchesse maudit la faiblesse du duc, qui n'a pas fait annuler tout simplement la sentence. Spurio et la duchesse, laissés seuls, complotent, comprenant qu'ils ont l'un et l'autre intérêt à se débarrasser du vieux duc. Ils s'embrassent même, se promettant de se retrouver plus intimement plus tard. Spurio, resté seul, se réjouit de cet inceste qu'il va commettre, puisqu'il est lui-même le fruit d'un adultère, tout en reconnaissant sa haine pour les fils de la duchesse, qui lui sont autant d'obstacles vers le pouvoir.
Scène 3, au palais ducal
Vindice s'est déguisé pour se mettre incognito au service du prince héritier, Lussurioso. Hippolito lui confirme qu'il est absolument méconnaissable. Lussurioso arrive et Hippolito lui présente Vindice, sous le nom de Piato, comme un gaillard propre à toutes les besognes. Puis Hippolito les laisse seuls. Vindice joue son personnage à la grande satisfaction de Lussurioso. Ce dernier lui confie, sous le sceau du secret, la mission qu'il doit remplir : l'aider à séduire une jeune fille qui lui résiste, et qui s'avère être la propre sœur de Vindice et d'Hippolito.
Lussurioso contraint Vindice à lui jurer qu'il lui sera loyal. Resté seul, Vindice se promet de le tuer pour lui avoir fait jurer de déshonorer sa sœur. Puisqu'il est méconnaissable, il se propose de commencer par tester la vertu de celle-ci et aussi celle de sa mère. 
Scène 4, chez Antonio
De honte après le viol, la femme d'Antonio s'est suicidée en s'empoisonnant. Celui-ci raconte les circonstances du viol à quelques seigneurs dont Hippolito. Celui-ci fait promettre à tous d'appliquer la peine de mort à Junior, le violeur, si la justice l'épargnait.

### Acte II
Scène 1, chez Vindice
Vindice vient trouver déguisé sa sœur Castiza, qui ne le reconnaît pas. Il lui apporte une lettre du prince, mais, sans même l'ouvrir, elle le gifle en lui disant de montrer sa joue cuisante à son maître en guise de réponse. Vindice est ravi de l'attitude de sa sœur, mais il décide néanmoins de vérifier la moralité de sa mère, qui arrive justement.
Contre toute attente, après quelques refus, celle-ci finit par accepter les pièces d'or offertes par le prince, promettant qu'elle va essayer de convaincre sa fille, qui revient à l'instant. Mais Castiza refuse toujours et finit par s'en aller. Vindice est ravi, mais sa mère lui dit qu'elle ne renonce pas à changer l'opinion de sa fille.
Scène 2, au palais ducal
Lussurioso félicite Hippolito d'avoir su choisir un homme de main expérimenté. Vindice apparaît et Hippolito se retire. Vindice fait son compte rendu à Lussurioso : il n'a pas encore réussi à convaincre la fille, mais il a su mettre la mère dans leur camp. Il enrage en lui-même de compromettre ainsi sa mère, mais résolu à tuer Lussurioso prochainement, il se dit que cela importe peu, puisque son confident ne sera bientôt plus qu'un cadavre.
Hippolito revient et apprend à Vindice que le bâtard Spurio trompe son propre père avec la duchesse. À ce moment passent Spurio et deux serviteurs, et Hippolito et Vindice se cachent pour les observer. Un des serviteurs apprend à Spurio que son demi-frère, le prince héritier, va s'introduire chez la sœur d'Hippolito pour la séduire. À cette nouvelle, Spurio disparaît, Vindice pensant qu'il va retrouver la duchesse.
Lussurioso apparaît et seul Vindice se montre. Lussurioso lui confie qu'il va tâcher de séduire Castiza cette nuit. Pour le détourner de cette idée, Vindice lui dit que Spurio est en ce moment dans le lit de la duchesse, ce qui rend Lussurioso absolument furieux. Il sort son épée et entraîne Vindice.
Scène 3, dans la chambre à coucher du duc
Lussurioso, l'arme au poing, et Vindice font irruption dans la chambre de la duchesse, mais c'est le duc qui est avec elle et qui manque de prendre un coup d'épée. Le duc appelle à l'aide, les gardes et les deux fils de la duchesse accourent. Lussurioso est accusé d'avoir voulu assassiner son père. Vindice en profite pour se retirer.
Spurio arrive, furieux également, car il était allé sans succès chez Castiza dans le but de tuer Lussurioso. Ce dernier est amené en prison par les gardes.
Les fils de la duchesse, Ambitioso et Supervacuo, font mine de plaider en faveur du prince auprès du duc, en réalité pour l'enfoncer, mais ce dernier n'est pas dupe de leurs manœuvres. Pour vérifier leur duplicité, il feint la colère, et il leur confie son sceau qu'ils doivent remettre aux juges, afin que ceux-ci décident de la mort du prince d'ici quelques jours. Les deux fils de la duchesse sortent, tandis que des seigneurs viennent plaider sincèrement la cause du prince auprès du duc, qui se laisse convaincre de faire libérer son fils.

### Acte III
Scène 1, au palais ducal
Ambitioso et Supervacuo, ayant le sceau du duc, décident d'en tirer parti, en faisant exécuter immédiatement le prince.
Scène 2, à l'extérieur de la prison
Lussurioso est libéré et remercie les seigneurs d'avoir plaidé en sa faveur.
Scène 3, dans la prison
Ignorant la libération de Lussurioso,  Ambitioso et Supervacuo se rendent auprès des gardes, et, leur montrant le sceau du duc, leur ordonnent d'exécuter immédiatement le fils du prince qui est sous les verrous.
Scène 4, dans la cellule de Junior
Comme il ne reste que Junior, le violeur, en prison, les gardes vont le trouver dans sa cellule. Ils lui apprennent qu'ils vont l'exécuter sur le champ, et que ce sont ses frères qui ont apporté l'ordre du duc. Junior sort vers son supplice en maudissant ses frères.
Scène 5, dans un pavillon
Vindice annonce à Hippolito qu'il a donné rendez-vous en ce lieu écarté au duc lui-même sous le prétexte d'une bonne fortune. En réalité, la femme promise est le squelette de son amante, qu'il a habillé et masqué, et dont il a recouvert la bouche du même poison que le duc avait employé pour tuer cette jeune fille. Le duc arrive, et, trompé par l'obscurité, embrasse le squelette. La douleur le fait réaliser qu'il a été berné. Mais agonisant et la bouche rongée par le poison, il ne peut qu'écouter Vindice se dévoiler et expliquer sa vengeance. Puis il assiste impuissant à la rencontre amoureuse entre sa femme, la duchesse, et son propre fils bâtard, Spurio. Puis, d'un coup de poignard, Vindice l'achève.
Scène 6, à la prison
Ambitioso et Supervacuo se réjouissent de la mort du prince, lorsqu'un garde vient leur apporter la tête du condamné comme preuve de la bonne exécution de leurs ordres. À ce moment arrive Lussurioso, qui vient les remercier d'avoir intercédé en sa faveur auprès de son père, et puis qui sort. Interloqués, ils demandent au garde qui a été tué, et celui-ci leur répond que c'est leur frère, Junior. Ils sont effondrés par ce revers du sort.

### Acte IV
Scène 1, au palais ducal
Lussurioso vient dire à Hippolito combien il est furieux qu'il lui ait conseillé ce Piato qui lui a menti et a failli lui coûter cher. Après avoir appris qu'Hippolito a un frère, Lussurioso lui demande de le faire venir à la cour. Hippolito accepte en se disant que Vindice en sera quitte pour abandonner son déguisement. En fait Lussurioso a comme projet d'utiliser Vindice pour éliminer Piato, qui n'est rien d'autre que Vindice lui-même.
Des seigneurs arrivent auprès de Lussurioso pour lui exprimer leur inquiétude, car le duc a disparu.
Scène 2, au palais ducal
Vindice entre sans déguisement avec Hippolito. Il se demande ce que lui veut Lussurioso, qui arrive justement. Celui-ci leur explique que ce Piato a essayé de corrompre leur sœur, et, n'y arrivant pas, il a réussi à corrompre leur mère. Aussi il comprendrait qu'ils éliminent cette crapule. Vindice et Hippolito acquiescent tout en se demandant comment Vindice pourrait bien tuer Vindice.
Lussurioso étant parti, les deux frères échafaudent un stratagème. Ils vont revêtir le duc mort avec le déguisement de Piato, puis ils iront dire à Lussurioso qu'ils ont retrouvé Piato ivre-mort.
Scène 3, au palais ducal
Ambitioso et Supervacuo surprennent leur mère enlacée avec Spurio. Ils les suivent tout en ayant des idées de meurtre.
Scène 4, chez Vindice
Vindice et Hippolito, un poignard à la main, menacent leur mère pour avoir essayé de corrompre leur sœur. Elle nie tout d'abord, mais quand Vindice lui apprend que c'était lui le messager du prince, elle avoue et demande pardon. Ses deux fils lui pardonnent et sortent.

### Acte V
Scène 1, dans une pièce du palais
Vindice et Hippolito arrivent en portant le cadavre du duc, assis dans un fauteuil et revêtu de l'ancien déguisement de Vindice. Lussurioso entre au moment où ils allaient sortir. Ils lui disent qu'ils viennent de retrouver Piato ivre-mort, endormi dans un fauteuil. Lussurioso leur ordonne de le tuer avant qu'il se réveille, et Vindice le larde de coups de poignard.
En s'approchant, Lussurioso découvre qu'il s'agit en fait de son père, le duc, mais comme il est raide et froid, il comprend qu'il est mort depuis longtemps, et que c'est Piato qui l'a tué, puis déguisé pour retarder les recherches. Pour qu'aucun d'eux trois ne soit soupçonné du meurtre, Lussurioso appelle les gens de sa suite pour constater que le duc est mort depuis longtemps.
Tout le monde constate le décès, même la duchesse et Spurio. Au fond, tout le monde est content de cette mort. Les courtisans font allégeance à Lussurioso, le nouveau duc. Ils projettent une fête masquée pour l'honorer.
Scène 2, chez Vindice
Vindice et Hippolito expliquent à d'autres seigneurs mécontents comment il faut profiter de la fête pour tuer tous les corrompus et les pécheurs à la tête de ce duché. Quatre d'entre eux, Vindice, Hippolito et deux autres seigneurs vont adopter exactement les mêmes costumes que ceux qui doivent faire la danse du masque, à savoir Spurio, Ambitioso, Supervacuo et un complice. Ces costumes leur permettront de s'approcher du duc et de le tuer.
Scène 3, dans la salle de banquet du palais
Lussurioso est assis à table avec trois courtisans qui le flattent. Il a banni la duchesse et projette de se débarrasser de son demi-frère et de ses deux beaux-frères. Une comète apparaît dans le ciel, présage d'un terrible événement, mais Lussurioso l'ignore.
Les quatre vengeurs, déguisés exactement comme le seront Spurio, Ambitioso et Supervacuo, entrent et entament leur danse près du duc. Puis ils tirent discrètement leurs épées et frappent les quatre personnes à table, dont le duc. Les quatre vengeurs se retirent.
Ignorant ce qui vient de se passer, Spurio, Ambitioso, Supervacuo et un complice entrent dans le même déguisement, et découvrent, étonnés mais ravis, le duc mourant. Un des fils de la duchesse se proclame alors duc, mais il est tué immédiatement par son frère. Spurio le poignarde alors se disant duc à son tour. Enfin le complice tue Spurio pour venger les deux frères.
Vindice, Hippolito et les deux seigneurs reviennent sans leur déguisement, et ordonnent à la garde de se saisir du complice que Lussurioso mourant désigne à tous comme faisant partie du groupe qui l'a tué. Vindice s'approche de Lussurioso et lui murmure à l'oreille que c'est lui qui l'a tué, que c'est lui aussi qui a tué son père. Lussurioso meurt.
Le vieux seigneur Antonio devient duc. Vindice, en confiance et fier de son esprit, lui révèle que c'est lui et son frère qui ont tué le vieux duc. Horrifié, Antonio ordonne d'exécuter immédiatement les deux frères, qui, résignés, acceptent leur sort.

## Tragédie de vengeance
Cette pièce appartient à la tradition dramatique anglaise de la tragédie de vengeance, qui a été très populaire sous les règnes d'Élisabeth Ire et de Jacques Ier. En général, un meurtre resté impuni est l'élément déclencheur de l'action. Le vengeur va faire en sorte de punir le meurtrier. Après une période d'intrigues, pendant laquelle le vengeur mûrit son plan, se produit un premier homicide, entraînant une éruption générale de violence qui dégénère en un bain de sang, dans lequel disparaît aussi le vengeur.
Parmi les tragédies de vengeance notables, on peut citer The Spanish Tragedy de Thomas Kyd, considérée comme la première du genre, Titus Andronicus et Hamlet de Shakespeare, Antonio's Revenge de John Marston, The Revenge of Bussy d'Ambois de George Chapman et La Tragédie de l'athée de Cyril Tourneur. La Tragédie du vengeur a des points communs avec certaines de ces pièces, dont Hamlet : trames voisines, certains vers semblables, crâne manipulé par le vengeur, ... Elles pourraient être issues d'une pièce primitive commune, le « ur-Hamlet », la version originelle de Hamlet qui ne nous est pas parvenue, et qui a été probablement écrite par Thomas Kyd. 
Exemple de vers semblables, relevés par Foakes, prononcés dans des circonstances identiques par la mère du vengeur, craignant pour sa vie, à son fils :
La Tragédie du vengeur, acte IV, scène 4, ligne 4
Gratiana, la mère de Vindice
What meanes my sonnes ? What will you murder me ? (Qu'y a-t-il mes fils ? Quoi ! Voulez-vous m'assassiner ?)
Hamlet, acte III, scène 4, ligne 21
La reine, mère d'Hamlet
What wilt thou do ? Thou wilt not murder me ? (Que veux-tu faire ? Tu ne veux pas m'assassiner ?)
La vengeance de Vindice a ceci de particulier qu'elle s'élargit avec le temps. Au premier acte, il s'agit pour lui de venger sa bien-aimée, victime d'un vieux duc lubrique. Dans les actes suivants, il englobe dans son désir de punition la famille ducale tout entière, et enfin au cinquième acte, peu avant le massacre dans la salle de bal, sa vengeance se transforme en une soif de purification de l'ensemble du duché, haranguant ainsi ses conjurés :
Que nos flammes cachées s'élancent, comme le feu, comme l'éclair,
Et foudroient cet ignoble duché où sévit le péché !
Hipolito précisant plus loin :
Cinq cents gentilshommes prendront part à l'action,
Qui iront jusqu'au bout, et sans croiser les bras.
Il s'agit donc d'un massacre programmé de grande ampleur, à l'échelle de la Saint-Barthélemy, et Vindice est devenu un vengeur puritain, désireux de purifier une société corrompue, se substituant à Dieu lui-même.

## Signification du nom des personnages
Une des preuves données par les partisans de la paternité de Middleton sur cette pièce est que plusieurs noms de personnage se retrouvent dans d'autres pièces de Middleton. Il est surprenant de constater que tous les noms des personnages de cette pièce, excepté les prénoms communs, Antonio, Hipolito et Piero, figurent en tant que noms communs dans le dictionnaire italien-anglais de Giovanni Fioro (1598), la signification correspondant parfaitement à la fonction ou au caractère de chaque personnage :
- Vendice ou Vindice : vengeur d'injustices, redresseur de torts
- Piato : tapi, secret, caché ; en latin, prêtre chargé de cérémonies expiatoires.
- Lussurioso : sensuel, voluptueux, lubrique
- Spurio : bâtard, adultérin
- Ambitioso : ambitieux, intrigant
- Supervacuo : vain, superflu, inutile[15]
- Castiza, de Casta : chaste, modérée[16]
- Gratiana, probablement de Gratia : grâce, charme, mais aussi pardon.

Cela est vrai même pour les personnages secondaires, les valets :
- Sordido : insensé, imbécile, sale, corrompu
- Nencio : fou, idiot
- Dondolo : individu stupide, frivole, étourdi[16].

Le nom de l'amante de Vindice est Gloriana, et il n'est mentionné qu'une seule fois dans la pièce à l'acte III scène 5 ligne 150, lorsque Vindice explique au duc qu'il vient de l'empoisonner :
Ce masque terrible ? Regarde-le bien ! C'est le crâne
De Gloriana, tu lui administras le poison naguère !
Gloriana désigne sans la moindre ambigüité pour le public de l'époque la reine Élisabeth Ire, morte quelques années auparavant. Elle avait été célébrée dans le poème épique La Reine des fées d'Edmund Spenser sous le personnage de Gloriana, la reine des fées. Cette évocation actualise le lieu de l'action, qui passe d'un duché italien imaginaire à l'Angleterre actuelle. Le crâne de l'amante devient soudain le spectre accusateur de la reine défunte venant demander des comptes à son successeur, Jacques Ier, représenté par le vieux duc. Cette interprétation est confirmée quelques lignes plus loin par l'allusion aux baisers baveux que Jacques Ier a l'habitude de donner en public à ses favoris, et qui est aussi l'habitude du duc :
Ta langue ? Cela t'apprendra à faire des baisers plus serrés,
Pas comme ces Hollandais qui bavent !
ou à l'acte précédent :
Comme ce rustique salut sonne étrangement
Dans ce palais, où l'on s'embrasse avec fougue,
Où les langues se bousculent !
Cette évocation unique et discrète de la reine défunte depuis peu, accusant son successeur d'avoir corrompu son ancien royaume, peut s'expliquer par un réflexe de prudence de la part de l'auteur, qui a peut-être de même préféré publier anonymement son ouvrage.